# Schietsport op de Olympische Zomerspelen 1924
De schietsport is een van de sporten die beoefend werden tijdens de Olympische Zomerspelen 1924 in Parijs.

## Mannen

### Vrij geweer 600 m individueel
| rang   | sporter          | land | score |
| ------ | ---------------- | ---- | ----- |
| Goud   | Morris Fisher    | USA  | 95    |
| Zilver | Carl Osburn      | USA  | 95    |
| Brons  | Niels Larsen     | DEN  | 93    |
| 4      | Walter Stokes    | USA  | 92    |
| 5      | Ludovic Augustin | HAI  | 91    |
| 6      | Albert Courquin  | FRA  | 90    |
| 6      | Ludovic Valborge | HAI  | 90    |
| 8      | Carl Johansson   | SWE  | 88    |

### Vrij geweer 400, 600 en 800 m team
| rang   | sporters                                                                      | land | score               | team score |
| ------ | ----------------------------------------------------------------------------- | ---- | ------------------- | ---------- |
| Goud   | Morris Fisher Walter Stokes Joseph Crockett Raymond Coulter Sidney Hinds      | USA  | 142 138 133 132 131 | 676        |
| Zilver | Emile Rumeau Albert Courquin Pierre Hardy Georges Roes Paul Colas             | FRA  | 143 131 130 126 125 | 655        |
| Brons  | Ludovic Augustin Astrel Rolland Ludovic Valborge Destin Destine Eloi Metullus | HAI  | 135 129 128 126     | 646        |
| 4      | Jakob Reich Arnold Rösli Willy Schnyder Conrad Stucheli Albert Tröndle        | SUI  | 135 128 127 125 120 | 635        |
| 5      | Aarne Valkama Vilho Nieminen Voitto Kolho Heikki Huttunen Johannes Theslöf    | FIN  | 130 128 125 123 122 | 628        |
| 6      | Niels Larsen Lars Madsen Anders Nielsen Erik Sætter-Lassen Peter Geltzer      | DEN  | 130 127 124 121     | 626        |
| 7      | Carl Johansson Ivar Wester Mauritz Eriksson Olle Ericsson Gustaf Andersson    | SWE  | 137 131 126 115 114 | 623        |
| 8      | Ludwig Larsen Olaf Johannessen Willy Røgeberg Halyard Angaard Otto Olsen      | NOR  | 123 122 119 117 113 | 594        |

### Kleinkalibergeweer 50 m individueel
| rang   | sporter                  | land | score |
| ------ | ------------------------ | ---- | ----- |
| Goud   | Pierre Coquelin de Lisle | FRA  | 398   |
| Zilver | Marcus Dinwiddie         | USA  | 396   |
| Brons  | Josias Hartmann          | SUI  | 394   |
| 4      | Erik Sætter-Lassen       | DEN  | 393   |
| 4      | Anders Nielsen           | DEN  | 393   |
| 4      | Johannes Theslöf         | FIN  | 393   |
| 7      | Viktor Knutsson          | SWE  | 392   |
| 7      | Jakob Reich              | SUI  | 392   |

### Snelvuurpistool 25 m individueel
| rang   | sporter              | land | score |
| ------ | -------------------- | ---- | ----- |
| Goud   | Henry Bailey         | USA  | 18    |
| Zilver | Vilhelm Carlberg     | SWE  | 18    |
| Brons  | Lennart Hannelius    | FIN  | 18    |
| 4      | Lorenzo Amaya        | ARG  | 18    |
| 5      | Matias Osinaldi      | ARG  | 18    |
| 6      | André de Castelbajac | FRA  | 18    |
| 7      | Unio Sarlin          | FIN  | 18    |
| 8      | Einar Liberg         | NOR  | 18    |

### Enkel shot op lopend hert, individueel
| rang   | sporter               | land | score |
| ------ | --------------------- | ---- | ----- |
| Goud   | John Boles            | USA  | 40    |
| Zilver | Cyril Mackworth-Praed | GBR  | 39    |
| Brons  | Otto Olsen            | NOR  | 39    |
| 4      | Otto Hultberg         | SWE  | 39    |
| 5      | Martti Liuttula       | FIN  | 37    |
| 6      | Alfred Swahn          | SWE  | 37    |
| 7      | Einar Liberg          | NOR  | 36    |
| 7      | Harald Natvig         | NOR  | 36    |
| 7      | Gustav Johansson      | SWE  | 36    |

### Enkel shot op lopend hert, team
| rang   | sporters                                                            | land | score       | team score |
| ------ | ------------------------------------------------------------------- | ---- | ----------- | ---------- |
| Goud   | Ole Lilloe-Olsen Einar Liberg Harald Natvig Otto Olsen              | NOR  | 43 42 38 37 | 160        |
| Zilver | Alfred Swahn Fredric Landelius Otto Hultberg Gustav Johansson       | SWE  | 40 39 38 37 | 154        |
| Brons  | John Boles Walter Stokes Raymond Coulter Dennis Fenton              | USA  | 41 38 37 32 | 148        |
| 4      | Cyril Mackworth-Praed Alexander Rogers John Faunthorpe John O'Leary | GBR  | 41 32 31    | 136        |
| 5      | Magnus Wegelius Martti Liuttula Jalo Urho Autonen Toivo Tikkanen    | FIN  | 40 36 28 26 | 130        |
| 6      | Gusztáv Szomjas Rezső Velez Elemér Takács László Szomjas            | HUN  | 30 23 21    | 97         |

### Dubbel shot op lopend hert, individueel
| rang   | sporter               | land | score |
| ------ | --------------------- | ---- | ----- |
| Goud   | Ole Lilloe-Olsen      | NOR  | 76    |
| Zilver | Cyril Mackworth-Praed | GBR  | 72    |
| Brons  | Alfred Swahn          | SWE  | 72    |
| 4      | Fredric Landelius     | SWE  | 70    |
| 5      | Einar Liberg          | NOR  | 70    |
| 6      | Toivo Tikkanen        | FIN  | 69    |
| 7      | John Boles            | USA  | 64    |
| 7      | Magnus Wegelius       | FIN  | 64    |

### Dubbel shot op lopend hert, team
| rang   | sporters                                                         | land | score       | team score |
| ------ | ---------------------------------------------------------------- | ---- | ----------- | ---------- |
| Goud   | Cyril Mackworth-Praed Allen Whitty Herbert Perry Philip Neame    | GBR  | 76 68 51    | 263        |
| Zilver | Ole Lilloe-Olsen Otto Olsen Harald Natvig Einar Liberg           | NOR  | 68 67 65 62 | 262        |
| Brons  | Alfred Swahn Gustav Johansson Fredric Landelius Axel Ekblom      | SWE  | 69 68 67 46 | 250        |
| 4      | Magnus Wegelius Jalo Urho Autonen Martti Liuttula Toivo Tikkanen | FIN  | 63 62 61 53 | 239        |
| 5      | Raymond Coulter Walter Stokes John Boles Dennis Fenton           | USA  | 65 63 62 43 | 233        |
| 6      | Miloslav Hlaváč Josef Sucharda Rudolf Jelen Josef Hosa           | TCH  | 57 53 47    | 204        |

### Kleiduiven individueel
| rang   | sporter          | land | score |
| ------ | ---------------- | ---- | ----- |
| Goud   | Gyula Halasy     | HUN  | 98    |
| Zilver | Konrad Huber     | FIN  | 98    |
| Brons  | Frank Hughes     | USA  | 97    |
| 4      | James Montgomery | CAN  | 97    |
| 5      | Louis d'Heur     | BEL  | 96    |
| 6      | George Beattie   | CAN  | 96    |
| 6      | Samuel Sharman   | USA  | 96    |
| 6      | Samuel Vance     | CAN  | 96    |

### Kleiduiven team
| rang   | sporters                                                                                                  | land | score             | team score |
| ------ | --- | ---- | ----------------- | ---------- |
| Goud   | Frank Hughes Samuel Sharman William Silkworth Frederick Etchen John Noel Clarence Platt                   | USA  | 92 90 89 87 74    | 363        |
| Zilver | George Beattie James Montgomery Samuel Vance John Black William Barnes Samuel Newton                      | CAN  | 92 89 87 85 73    | 360        |
| Brons  | Konrad Huber Robert Huber Werner Ekman Toivo Tikkanen Georg Nordblad Magnus Wegelius                      | FIN  | 94 92 91 83 80 79 | 360        |
| 4      | Louis d'Heur Albert Bosquet Emile Dupont Jacques Mouton Louis van Tilt Henri Quersin                      | BEL  | 91 86 78          | 354        |
| 4      | Erik Lundqvist Fredric Landelius Alfred Swahn Magnus Hallman Karl Richter Axel Ekblom                     | SWE  | 92 90 88 84 81    | 354        |
| 6      | Heinrich Bartosch August Baumgartner Hans Schödl Erich Zoigner Fritz Hollitzer Friedrich Dietz-Weidenberg | AUT  | 93 89 84 81 78 77 | 347        |
| 7      | Ole Lilloe-Olsen Oluf Wesmann-Kjaer Elvind Holmsen Martin Steenersen Harald Natvig                        | NOR  | 89 85 82 80 61    | 336        |
| 8      | John O'Leary Enoch Jenkins Herbert Larsen Cyril Mackworth-Praed G.R. Neal William Grosvenor               | GBR  | 85 82 81 80 77 74 | 328        |

## Medaillespiegel
| rang   | land             | goud | zilver | brons | totaal |
| ------ | ---------------- | ---- | ------ | ----- | ------ |
| 1      | Verenigde Staten | 5    | 2      | 2     | 9      |
| 2      | Noorwegen        | 2    | 1      | 1     | 4      |
| 3      | Groot-Brittannië | 1    | 2      | 0     | 3      |
| 4      | Frankrijk        | 1    | 1      | 0     | 2      |
| 5      | Hongarije        | 1    | 0      | 0     | 1      |
| 6      | Zweden           | 0    | 2      | 2     | 4      |
| 7      | Finland          | 0    | 1      | 2     | 3      |
| 8      | Canada           | 0    | 1      | 0     | 1      |
| 9      | Denemarken       | 0    | 0      | 1     | 1      |
| 9      | Haïti            | 0    | 0      | 1     | 1      |
| 9      | Zwitserland      | 0    | 0      | 1     | 1      |
| Totaal | Totaal           | 10   | 10     | 10    | 30     |